# Bromus hordeaceus
Las barbas de macho  (Bromus hordeaceus) es una planta herbácea perteneciente a la familia de las poáceas. Se distribuye por Europa y Asia occidental, introducida en América del Norte y del Sur, Australia, etc

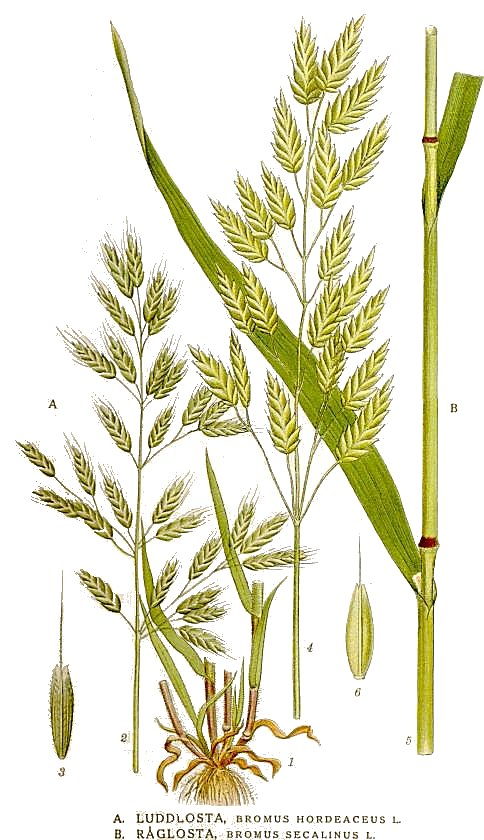
Ilustración

## Descripción
Tallos de hasta 70 cm, ascendentes o erectos. Panículas de hasta 15 cm, densa, con pedúnculos mucho más cortos que las espiguillas. Espiguillas de 8-16 mm, con 6-12 flores. Gluma inferior de 4,5-7 mm 3-5 nervada; la superior de 5-8 mm, 7-nervadas, a veces con una arista apical. Lemas de 5,5-9 mm, recta o ligeramente emarginadas, con arista de 2-7 mm, recta o ligeramente divaricada, inserta a 0,2-1,2 mm, por debajo del ápice.

## Distribución y hábitat
Eurosiberiana. Vive en pastizales. Florece y fructifica en primavera.

## Taxonomía
Bromus hordeaceus fue descrita por Carlos Linneo y publicado en Species Plantarum 1: 77. 1753.
Etimología
Bromus: nombre genérico que deriva del griego bromos = (avena), o de broma = (alimento).
hordeaceus: epíteto latino que significa "que se parece a la cebada".
Citología
Número de cromosomas de Bromus hordeaceus (Fam. Gramineae) y táxones infraespecíficos:
2n = 28
Variedades
- Bromus hordeaceus subsp. divaricatus (Bonnier & Layens) Kerguélen
- Bromus hordeaceus subsp. hordeaceus
- Bromus hordeaceus var. pseudoracemosus (H.C. Watson) Asch. & Graebn.
- Bromus hordeaceus subsp. thominei (Hardouin) Braun-Blanq.
- Bromus hordeaceus subsp. thominii (Hardouin) Maire
- Bromus hordeaceus var. vulgaris (Trab.) Maire

Sinonimia
- Relación de sinónimos de Bromus hordeaceus[6][7]

## Nombre común
- Castellano: bromus erectus, espiguilla, espiguilla de burro, rompesacos, saetilla.[8]